# Toulouse FC
Toulouse Football Club is een voetbalclub uit de Franse stad Toulouse. De club werd in 1970 opgericht en heeft niets te maken met het gelijknamige Toulouse dat van 1937 tot 1967 actief was en 19 jaar in de hoogste klasse speelde.

## Geschiedenis
US Toulouse werd in 1970 opgericht, drie jaar na de teloorgang van TFC. De spelers en de plaats in eerste klasse werden aan Red Star Paris verkocht en daardoor had de grote stad in Zuid-Frankrijk drie jaar lang geen club op een hoger niveau. De club speelde in de tweede klasse in de jaren zeventig en veranderde in 1977 zijn naam in Toulouse FC. In 1982 promoveerde de club naar de hoogste klasse. In het tweede seizoen eindigde de club als vijfde. Nadat de club vierde werd in 1986 mocht de club deelnemen aan de UEFA Cup. In de eerste ronde werd SSC Napoli met Diego Maradona uit het toernooi gekegeld maar in de tweede ronde was Spartak Moskou te sterk. Het volgende seizoen werd de club derde en bereikte opnieuw de tweede ronde in de UEFA Cup, in de eerste ronde werd het Griekse Panionios verslagen maar in de tweede ronde versloeg Bayer Leverkusen de club. De volgende seizoenen ging het iets minder met de club en in 1994 volgde een degradatie.
Na drie seizoenen kon de club terugkeren en degradeerde opnieuw in 1999 de club was een echte liftploeg geworden en promoveerde en degradeerde nog eens. In 2001 ging de club van de eerste naar de derde klasse, maar promoveerde dan twee keer op rij. Na een 16e plaats in 2004 eindigde Toulouse in het seizoen 2004/05 op een 13e plaats. In het seizoen 2006/07 eindigde Toulouse op een derde plaats en plaatse zich voor de eerste keer voor de (derde) voorronde van de Champions League. In 2016 ontsnapte de club op de laatste speeldag door met 3-2 te winnen van Angers aan degradatie. In 2019/20 werd het seizoen voortijdig beëindigd door de coronacrisis, met nog tien wedstrijden te gaan had Toulouse met slechts 13 punten reeds een achterstand van 10 punten op Amiens SC en zou een degradatie sowieso onvermijdelijk geweest zijn.
Het was tot seizoen 2021/22 wachten om de verloren plaats terug op te eisen.  De ploeg werd op de voorlaatste speeldag kampioen  en speelt zo vanaf seizoen 2022/23 op het hoogste niveau.

## Erelijst
Ligue 2
1982, 2003, 2022
Coupe de France
2023

## Overzichtslijsten

### Eindklasseringen sinds 1971
- 1971 6e
Division Interrégionale
- 1972 8e
Division Interrégionale
- 1973 10e
Division 2
- 1974 3e
Division 2
- 1975 6e
Division 2
- 1976 6e
Division 2
- 1977 6e
Division 2
- 1978 16e
Division 2
- 1979 10e
Division 2
- 1980 6e
Division 2
- 1981 2e
Division 2
- 1982 1e
Division 2
- 1983 11e
Division 1
- 1984 5e
Division 1
- 1985 11e
Division 1
- 1986 4e
Division 1
- 1987 3e
Division 1
- 1988 13e
Division 1
- 1989 10e
Division 1
- 1990 9e
Division 1
- 1991 19e
Division 1
- 1992 11e
Division 1
- 1993 13e
Division 1
- 1994 19e
Division 1
- 1995 4e
Division 2
- 1996 5e
Division 2
- 1997 2e
Division 2
- 1998 15e
Division 1
- 1999 18e
Division 1
- 2000 3e
Division 2
- 2001 16e
Division 1
- 2002 4e
National
- 2003 1e
Ligue 2
- 2004 16e
Ligue 1
- 2005 13e
Ligue 1
- 2006 16e
Ligue 1
- 2007 3e
Ligue 1
- 2008 17e
Ligue 1
- 2009 4e
Ligue 1
- 2010 14e
Ligue 1
- 2011 8e
Ligue 1
- 2012 8e
Ligue 1
- 2013 10e
Ligue 1
- 2014 9e
Ligue 1
- 2015 17e
Ligue 1
- 2016 17e
Ligue 1
- 2017 13e
Ligue 1
- 2018 18e
Ligue 1
- 2019 16e
Ligue 1
- 2020 20e
Ligue 1
- 2021 3e
Ligue 2
- 2022 1e
Ligue 2
- 2023 13e
Ligue 1
- 2024 11e
Ligue 1
- 2025 10e
Ligue 1

- Niveau 1
- Niveau 2
- Niveau 3

### Seizoensresultaten sinds 2014/15
| Seizoen   | №  | Clubs | Divisie | Duels | Winst | Gelijk | Verlies | Doelsaldo | Punten | Tsch   |
| --------- | -- | ----- | ------- | ----- | ----- | ------ | ------- | --------- | ------ | ------ |
| 2014–2015 | 17 | 20    | Ligue 1 | 38    | 12    | 6      | 20      | 43–64     | 42     | 15.689 |
| 2015–2016 | 17 | 20    | Ligue 1 | 38    | 9     | 13     | 16      | 45–55     | 40     | 16.306 |
| 2016–2017 | 13 | 20    | Ligue 1 | 38    | 10    | 14     | 14      | 37–41     | 44     | 16.918 |
| 2017–2018 | 18 | 20    | Ligue 1 | 38    | 9     | 10     | 19      | 38–54     | 37     | 16.936 |
| 2018–2019 | 16 | 20    | Ligue 1 | 38    | 8     | 14     | 16      | 35–57     | 38     | 15.760 |
| 2019–2020 | 20 | 20    | Ligue 1 | 28    | 3     | 4      | 21      | 22–58     | 13     | 14.232 |
| 2020–2021 | 3  | 20    | Ligue 2 | 38    | 20    | 10     | 8       | 71-42     | 70     | 540    |
| 2021–2022 | 1  | 20    | Ligue 2 | 38    | 23    | 10     | 5       | 82-33     | 79     | 11.920 |
| 2022–2023 | 13 | 20    | Ligue 1 | 38    | 13    | 9      | 16      | 51–57     | 48     | --     |
| 2023–2024 | 11 | 18    | Ligue 1 | 34    | 11    | 10     | 13      | 42–46     | 43     | --     |
| 2024–2025 | 10 | 18    | Ligue 1 | 34    | 11    | 9      | 14      | 44–43     | 42     | --     |

### Toulouse in Europa
Hieronder staan de competities en in welke seizoenen de club deelnam.
- Europa League (1x)

2023/24
- UEFA Cup (1x)

1986/87
- Jaarbeursstedenbeker (1x)

1966/67
 #Q = #kwalificatieronde, #R = #ronde, PO=Play Offs, Groep = groepsfase, T/U = Thuis/Uit, W = Wedstrijd, PUC = punten UEFA coëfficiënten .
Uitslagen vanuit gezichtspunt Toulouse FC
| Seizoen                                                     | Competitie       | Ronde        | Land                 | Club                | Totaalscore  | 1e W    | 2e W       | PUC  |
| ----------------------------------------------------------- | ---------------- | ------------ | -------------------- | ------------------- | ------------ | ------- | ---------- | ---- |
| 1966/67                                                     | UEFA Cup         | 2R           | Vlag van Roemenië    | Dinamo Pitesti      | 4-5          | 3-0 (T) | 1-5 (U)    | 2.0  |
| 1986/87                                                     | UEFA Cup         | 1R           | Vlag van Italië      | SSC Napoli          | 1-1 (4-3 ns) | 1-0 (U) | 0-1 nv (T) | 4.0  |
|                                                             |                  | 2R           | Vlag van Rusland     | Spartak Moskou      | 4-6          | 3-1 (T) | 1-5 (U)    | 4.0  |
| 1987/88                                                     | UEFA Cup         | 1R           | Vlag van Griekenland | Panionios           | 6-1          | 5-1 (T) | 1-0 (U)    | 5.0  |
|                                                             |                  | 2R           | Vlag van Duitsland   | Bayer 04 Leverkusen | 1-2          | 1-1 (T) | 0-1 (U)    | 5.0  |
| 2007/08                                                     | Champions League | 3Q           | Vlag van Engeland    | Liverpool FC        | 0-5          | 0-1 (T) | 0-4 (U)    | 4.0  |
| 2007/08                                                     | UEFA Cup         | 1R           | Vlag van Bulgarije   | CSKA Sofia          | 1-1          | 0-0 (T) | 1-1 (U)    | 4.0  |
|                                                             |                  | Groep E      | Vlag van Duitsland   | Bayer 04 Leverkusen | 0-1          | 0-1 (U) |            | 4.0  |
|                                                             |                  | Groep E      | Vlag van Tsjechië    | Sparta Praag        | 2-3          | 2-3 (T) |            | 4.0  |
|                                                             |                  | Groep E      | Vlag van Zwitserland | FC Zürich           | 0-2          | 0-2 (U) |            | 4.0  |
|                                                             |                  | Groep E (5e) | Vlag van Rusland     | Spartak Moskou      | 2-1          | 2-1 (T) |            | 4.0  |
| 2009/10                                                     | Europa League    | PO           | Vlag van Turkije     | Trabzonspor         | 3-2          | 3-1 (U) | 0-1 (U)    | 6.0  |
|                                                             |                  | Groep J      | Vlag van België      | Club Brugge         | 2-3          | 2-2 (T) | 0-1 (U)    | 6.0  |
|                                                             |                  | Groep J      | Vlag van Oekraïne    | FC Sjachtar Donetsk | 0-6          | 0-4 (U) | 0-2 (T)    | 6.0  |
|                                                             |                  | Groep J (3e) | Vlag van Servië      | FK Partizan         | 4-2          | 3-2 (U) | 1-0 (T)    | 6.0  |
| 2023/24                                                     | Europa League    | Groep E      | Vlag van België      | Union Sint-Gillis   | 1-1          | 1-1 (U) | 0-0 (T)    | 11.0 |
|                                                             |                  | Groep E      | Vlag van Oostenrijk  | LASK                | 3-1          | 1-0 (T) | 2-1 (U)    | 11.0 |
|                                                             |                  | Groep E (2e) | Vlag van Engeland    | Liverpool FC        | 4-7          | 1-5 (U) | 3-2 (T)    | 11.0 |
|                                                             |                  | PO 1/8       | Vlag van Portugal    | SL Benfica          | 1-2          | 1-2 (U) | 0-0 (T)    | 11.0 |
| Totaal aantal behaalde punten voor UEFA coëfficiënten: 32.0 |                  |              |                      |                     |              |         |            |      |

Zie ook
- Deelnemers UEFA-toernooien Frankrijk
- Eeuwige ranglijst van deelnemers UEFA-clubcompetities

## Bekende (oud-)Violets

### Spelers
- Aymen Abdennour
- Dominique Arribagé
- Serge Aurier
- Fabien Barthez
- Henri Bedimo
- Wissam Ben Yedder
- Gilbert Van Binst
- Branco van den Boomen
- Martin Braithwaite
- Vincent Candela
- François Clerc
- Thijs Dallinga
- Stéphane Dalmat
- Stéphane Demol
- Sébastien Dewaest
- Johan Elmander
- Lucien Favre
- André-Pierre Gignac
- Colin Kâzım-Richards
- Jérémy Mathieu
- Daniel Moreira
- Adrien Rabiot
- Rob Rensenbrink
- Moussa Sissoko
- Stijn Spierings

### Trainers
- Alain Casanova
- Pascal Dupraz
- Alain Giresse
- Erick Mombaerts
- Philippe Montanier
- Jacques Santini

## Vrouwenvoetbal

### Erelijst
Division 1 kampioen in 1999, 2000, 2001, 2002
Division 2 kampioen in 1994
Challenge de France winnaar in 2001

### Toulouse in Europa
#Q = #voorronde, #R = #ronde, Groep = groepsfase, 1/8 = achtste finale, 1/4 = kwartfinale, PUC = punten UEFA coëfficiënten 
| Seizoen | Competitie       | Ronde | Land               | Club                     | Score       |
| ------- | ---------------- | ----- | ------------------ | ------------------------ | ----------- |
| 2001/02 | UEFA Women's Cup | 1e    | Vlag van Oekraïne  | Legend-Cheksil Chernigov | 1-0         |
|         | toernooi in Ayr  | 1e    | Vlag van Kroatië   | NK Osijek                | 6-0         |
|         |                  | 1e    | Vlag van Schotland | Ayr United               | 2-2         |
|         |                  | KF    | Vlag van Engeland  | Arsenal LFC              | 1-1, 2-1 nv |
|         |                  | HF    | Vlag van Duitsland | 1. FFC Frankfurt         | 1-2, 0-0    |
| 2002/03 | UEFA Women's Cup | 1e    | Vlag van Hongarije | 1. FC Femina Budapest    | 1-0         |
|         | toernooi in Rome | 1e    | Vlag van Italië    | Lazio Roma               | 6-0         |
|         |                  | 1e    | Vlag van Israël    | Maccabi Haifa            | 2-2         |
|         |                  | KF    | Vlag van Zweden    | Umeå IK                  | 0-2, 0-0    |

2 Nicolaisen ·
3 McKenzie ·
4 Cresswell ·
5 Genreau ·
6 Akdağ ·
7 Aboukhlal ·
8 Sierro  ·
9 Magri ·
10 Gboho ·
12 Kamanzi ·
13 King ·
15 Dønnum ·
17 Suazo ·
19 Sidibé ·
20 Schmidt ·
21 Zajc ·
23 Cásseres ·
30 Domínguez ·
50 Restes ·
80 Babicka ·
Coach: Martínez
Angers ·
Auxerre ·
Stade Brestois ·
Le Havre ·
Lens ·
Lille · 
Olympique Lyonnais · 
Olympique de Marseille · 
 Monaco · 
Montpellier · 
Nantes · 
Nice · 
PSG · 
Stade de Reims ·
Stade Rennais · 
Saint-Étienne ·
Strasbourg ·
Toulouse